# پارک آن سو
پارک آن سو (کره‌ای: 박안수؛ زادهٔ ۲۸ مه ۱۹۶۸) افسر ژنرال ارتش کره جنوبی است که از اکتبر ۲۰۲۳ به عنوان رئیس ستاد ارتش خدمت می‌کند.

## حرفه
در مه ۲۰۲۴، پارک برای شرکت در سمپوزیوم نیروهای زمینی اقیانوس آرام به ایالات متحده سفر کرد.
در ۳ دسامبر ۲۰۲۴، پارک توسط یون سوک یول، رئیس‌جمهور کره جنوبی به عنوان فرمانده حکومت نظامی پس از اعلام حکومت نظامی در همان روز توسط رئیس‌جمهور، منصوب شد.